# 500 Fifth Avenue
500 Fifth Avenue je mrakodrap stojící na 6. Avenue v New Yorku. Má 60 pater a výšku 212 m. Výstavba probíhala v letech 1929 - 1931. Tato budova má hodně společného s Empire State Building, protože je také navržena firmou Shreve, Lamb and Harmon, je také ve stylu art deco a byla dokončena ve stejný rok.